# Christian Bernard
Christian Bernard (30 de novembro de 1951), é o ex-Imperator da AMORC (Antiga e Mística Ordem Rosae Crucis). Ele foi eleito para o cargo de Imperator pelo Supremo Grande Conselho da AMORC em 12 de abril de 1990. Em 3 de outubro de 2018, Bernard anunciou sua renúncia ao cargo de Imperator e a eleição de Claudio Mazzucco como o novo Imperator da AMORC.
Christian Bernard foi o Grande Mestre da Grande Loja da Jurisdição Francesa entre 1977 e 1993. Antes disso foi Grande Secretário. Ele iniciou seu trabalho na Suprema Grande Loja, em San Jose, Califórnia, em 1970. 
Seu pai, Raymond Bernard foi um influente escritor esotérico e rosacruz.

## Livros
- Assim Seja, 1994
- Reflexões Rosacruzes, 2011.